# Josef Reinert

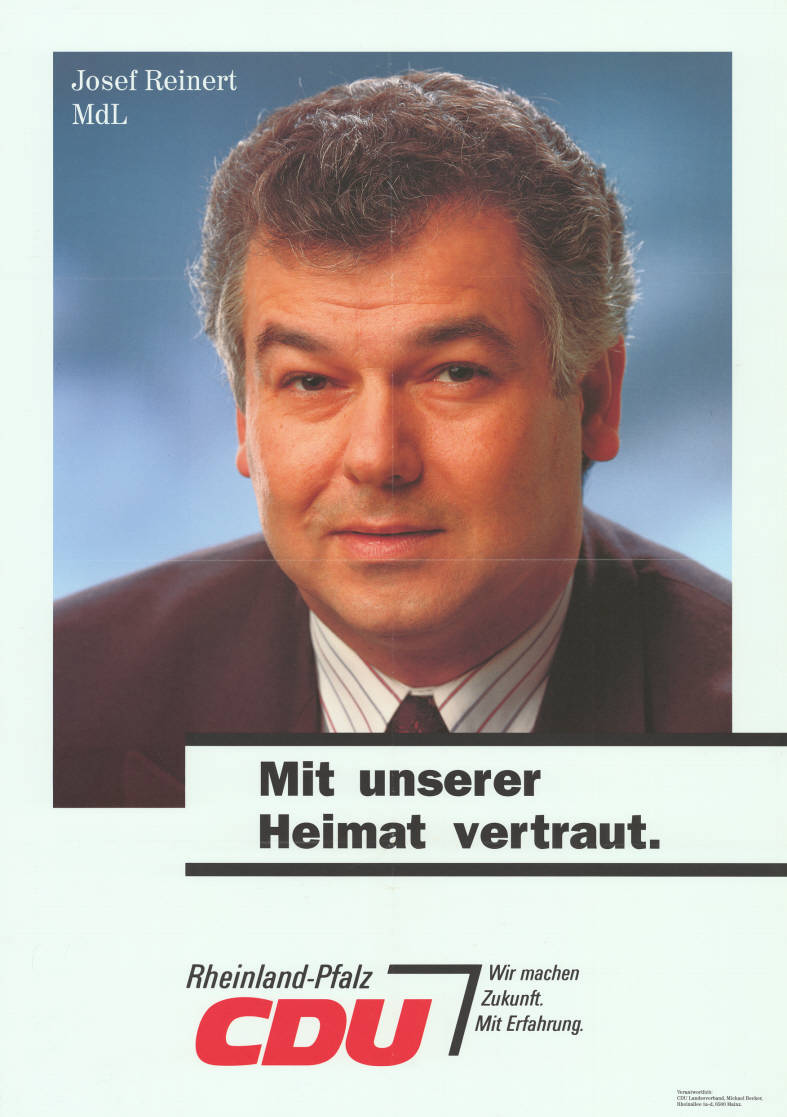
Josef Reinert auf einem Wahlplakat zur Landtagswahl in Rheinland-Pfalz 1991

Josef Reinert (* 22. Februar 1945 in Mehring) ist ein deutscher Schlosser und Politiker (CDU).

## Leben
Reinert machte eine Schlosserlehre und arbeitete als Schlosser. Später war er Fahrer beim Staatsbauamt Trier.

## Politik
Reinert ist Mitglied der CDU und war Mitglied des CDU-Bezirksvorstands. In der Christlich-Demokratische Arbeitnehmerschaft war er von 1977 bis 1997 Vorsitzender des Bezirksvorstands Trier und stellvertretender Landesvorsitzender. Von 1974 bis 1997 war er Mitglied des Kreistags Trier-Saarburg, von 1974 bis 2012 Mitglied des Ortsgemeinderats Wasserliesch und von 1983 bis 2004 Ortsbürgermeister in Wasserliesch.
1987 kandidierte er für den elften Landtag Rheinland-Pfalz; am 16. April 1990 rückte er für Michael Kutscheid in den Landtag nach, dem er bis zum Ende der Wahlperiode 1991 angehörte. Im Landtag war er Schriftführender Abgeordneter und Mitglied im Ausschuss für Soziales und Gesundheit (seit 16. November 1987 Ausschuss für Soziales und Familie) und im Petitionsausschuss.
Seit 1989 war er Mitglied im Verwaltungsrat der Kreissparkasse Trier-Saarburg. Er war langjährig Schöffe beim Gericht Trier und ehrenamtlich in der Landesversicherungsanstalt Rheinland-Pfalz in Speyer und für die Wirtschaftsförderung Trierer Tal tätig.